# Мідас-1
«Мідас-1» (англ. Midas 1) — американський супутник системи раннього попередження про ракетні запуски (англ. Missile Defense Alarm System), невдало запущений за програмою Мідас. Перший запуск ракети-носія «Атлас-Аджена-Ей».

## Опис
Апарат у формі циліндра було змонтовано у верхній частині ступеня «Аджена-Ей», тому можливі розбіжності у масі і розмірах — іноді супутником вважають увесь ступінь. Довжина «Аджени-Ей» разом із супутником становила приблизно 6 м, діаметр 1,5 м. Загальна маса ступеня із супутником після відокремлення другого ступеня разом з паливом становила 2045 кг. Живлення забезпечували нікель-кадмієві акумулятори. Орієнтація апарата мала здійснюватись газовими двигунами на азоті.
Апарат мав інфрачервоні датчики і систему радіозв'язку для виявлення реактивних струменів при польотах міжконтинентальних балістичних ракет і миттєвого повідомлення про це на Землю. Додатковим завданням було вимірювання космічної радіації, визначення щільності земної атмосфери, виявлення мікрометеоритів.

## Запуск
26 лютого 1960 року о 17:25 UTC ракетою-носієм «Атлас-Аджена-Ей» з бази ВПС США на мисі Канаверал було запущено «Мідас-1». Не відокремився другий ступінь, апарат не вийшов на полярну орбіту, пролетів 4500 км, після чого увійшов у щільні шари атмосфери і згорів над Атлантичним океаном.